# Randia vazquezii
Randia vazquezii är en måreväxtart som beskrevs av David H. Lorence och John Duncan Dwyer. Randia vazquezii ingår i släktet Randia och familjen måreväxter. Inga underarter finns listade i Catalogue of Life.